# 亭榜坊
亭榜坊（越南语：／），是越南北宁省的一個已经不存在的坊，曾隶属于慈山市，位于慈山市中心区。面积8.30平方公里，2008年有人口16,771。该坊也是越南李朝开国君主李公蕴的故乡以及李朝历代君主的陵墓所在地。

## 历史沿革
在丁朝、前黎朝时期，亭榜隶属于靜海軍節度使北江古法州:207。1009年（景瑞二年），在亭榜出生的政治家李公蘊取代前黎朝，建立李朝并自称皇帝，史称李太祖，并将国都从華閭遷到大羅城（今河內）:207-208，他同时将家乡亭榜所在的古法州改制为天德府，并在当地划地十里，选为王室陵寝，李太祖逝世后，其子李太宗在亭榜建立古法殿（李八帝廟），作為李朝宗廟。
后黎朝时期，亭榜隶属京北承宣东岸县，阮朝时期当地隶属北宁省慈山府。
1945年八月革命后，越南民主共和国废除慈山府，改为慈山县，亭榜由此隸屬慈山县。1963年，慈山县与仙游县合并为仙山县，直到1999年重新析出慈山县，亭榜社皆从之。2008年，慈山县改制为慈山市社，亭榜社部分区域与旧县莅慈山市镇等地合并为东岸坊，而亭榜社主体部分则改制为亭榜坊。
2025年6月，越南行政区划改革後，慈山市被撤销，亭榜坊并入慈山坊。

## 地理
亭榜坊位于越南北宁省西南隅的慈山市，距离首都河内市15公里，地形平坦，东接慈山市人民委員會驻地東岸坊、新鴻坊，西与同市洲溪坊、河内市嘉林县接壤，南侧与同市扶軫坊、嘉林县相连，北邻同市莊下坊，面积8.30平方公里。

## 经济

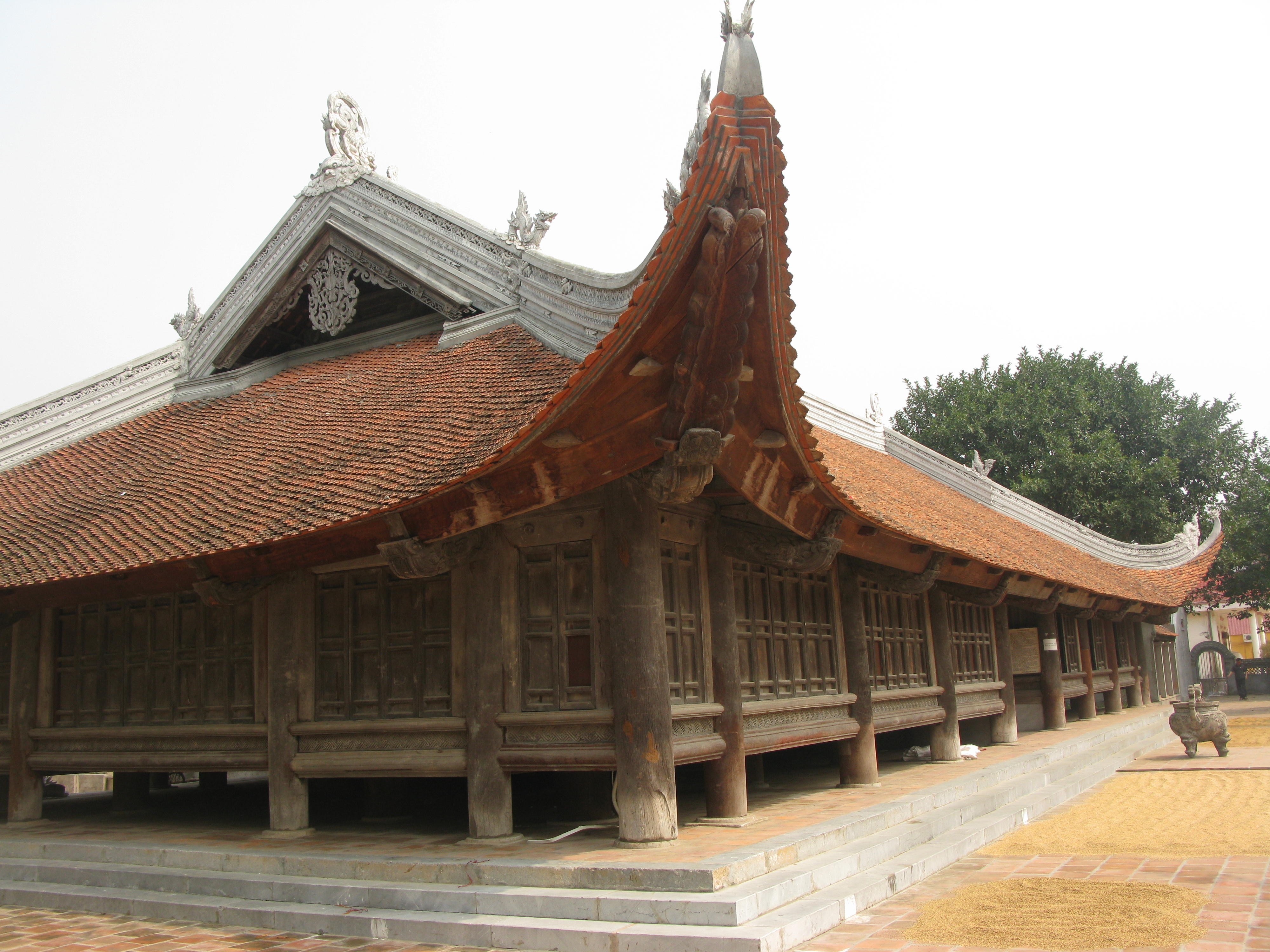
亭榜祠亭

亭榜坊旧时的经济支柱产业为农业与手工业。其土地肥沃，曾盛产山药。现阶段则发展园艺业、手工业与旅游业为主。亭榜为越南北部规模较大的桃花盆景产地，当地民众种植的桃花在农历新年期间常吸引河内市及其他邻近省市的民众前来购买。在手工业领域，亭榜坊以黑漆加工、丝绸纺织、民画工艺等著称，还出产夫妻饼等传统食品。而在旅游业领域，作为李朝发祥地的亭榜拥有李八帝庙、李八帝陵及亭榜祠亭等古典建筑遗迹，其中李八帝庙及李八帝陵也是越南中央政府认定的「國家特等級文化遺產」。

## 社会
亭榜坊辖区内有河内经营与工艺大学的第二校区，以及肇始于1929年的李太祖高级中学（Trường THPT Lý Thái Tổ）等学校。一些来往河内市与北宁各县市的公交线路也经过亭榜，并在当地设有乘降点。